# Calvisia octolineata
Calvisia octolineata är en insektsart som beskrevs av Ludwig Redtenbacher 1908. Calvisia octolineata ingår i släktet Calvisia och familjen Diapheromeridae. Inga underarter finns listade.